# Croissance comparée des fonctions logarithmes, puissances et exponentielles
Le théorème des croissances comparées est constitué de quelques résultats de limites de fonctions qui seraient qualifiées de « formes indéterminées » par la méthode usuelle pour la limite d'un produit ou d'un quotient.

## Énoncé
Plus généralement, pour tous réels strictement positifs a et b,
L'hypothèse a > 0 est indispensable. Supposer de plus b > 0 est en fait inutile (pour b ≤ 0, les limites considérées ne sont pas des formes indéterminées).

## Démonstrations
On peut s'appuyer sur le cas particulier suivant de (1), dont plusieurs preuves sont indiquées dans l'article détaillé :
{\displaystyle \forall n\in \mathbb {N} ^{*}\quad \lim _{y\to +\infty }{\frac {{\rm {e}}^{y}}{y^{n}}}=+\infty .}
En choisissant n ≥ b, on obtient en effet :
1. en posant y = ax :{\displaystyle \forall x\in [1/a,+\infty [\quad {\frac {{\rm {e}}^{ax}}{x^{b}}}=a^{b}{\frac {{\rm {e}}^{y}}{y^{b}}}\geq a^{b}{\frac {{\rm {e}}^{y}}{y^{n}}},}
2. en posant y = –ax :{\displaystyle \forall x\in {]-\infty ,-1/a]}\quad 0\leq |x|^{b}{\rm {e}}^{ax}=a^{-b}{y^{b}}{\rm {e}}^{-y}\leq a^{-b}\left/\left({\frac {{\rm {e}}^{y}}{y^{n}}}\right)\right.,}
3. en posant y = a lnx :{\displaystyle \forall x\in [{\rm {e}}^{1/a},+\infty [\quad 0\leq {\frac {(\ln(x))^{b}}{x^{a}}}=a^{-b}{\frac {y^{b}}{{\rm {e}}^{y}}}\leq a^{-b}\left/\left({\frac {{\rm {e}}^{y}}{y^{n}}}\right)\right.,}
4. en posant y = –a lnx :{\displaystyle \forall x\in {]0,{\rm {e}}^{-1/a}]}\quad 0\leq x^{a}\left|\ln(x)\right|^{b}=a^{-b}{\rm {e}}^{-y}y^{b}\leq a^{-b}\left/\left({\frac {{\rm {e}}^{y}}{y^{n}}}\right)\right..}

Chacune des quatre limites peut aussi se déduire de n'importe laquelle des trois autres par changement de variable.

## Note et référence
1. ↑  Claude Deschamps, François Moulin, André Warusfel et al., Mathématiques tout-en-un PCSI-PTSI : nouveau programme 2013, Dunod, 2014 (lire en ligne), p. 199.